# Train express régional de Dakar
Le Train express régional de Dakar (abrégé en TER de Dakar), aussi appelé Train express régional Dakar-AIBD (ou TER Dakar-AIBD) est le nom du réseau de trains de banlieue de la SEN-TER desservant la région de Dakar, au Sénégal, composée d'une unique ligne de chemin de fer électrique à écartement standard.
La première ligne relie la gare de Dakar à celle de Diamniadio, prévue pour atteindre l'aéroport international Blaise-Diagne (AIBD) ainsi que des villes nouvelles situées dans l'arrière-pays. Des projets d'extension du réseau sont prévus au nord, vers Thiès, et au sud, vers Mbour.
Bien que nommé « TER », il s'apparente davantage à une ligne de RER, ayant des horaires cadencés et denses (avec une fréquence de 10 à 20 minutes), des stations rapprochées ainsi qu'une tarification particulière (Carte Sama TER).
Un train inaugural a circulé le 14 janvier 2019 et la mise en service pour les voyageurs a lieu le 27 décembre 2021. La date de mise en service du prolongement vers l’aéroport, annoncée initialement pour 2023, n’est pas confirmée.

## Objectifs
Cette ligne a pour principal objectif de mieux connecter la capitale, et pour reduire les embouteillages à Dakar, qui concentre la majeure partie de l'activité du pays, avec le reste du Sénégal (elle est complémentaire à l'autoroute A1 dans cet effort) et de s'orienter vers les réseaux de chemins de fer internationaux. Les dessertes vers M'bour et Thiès dans un premier temps sont envisagées à court terme, et vers les autres grandes villes du Centre et du Nord à moyen terme.

## Histoire

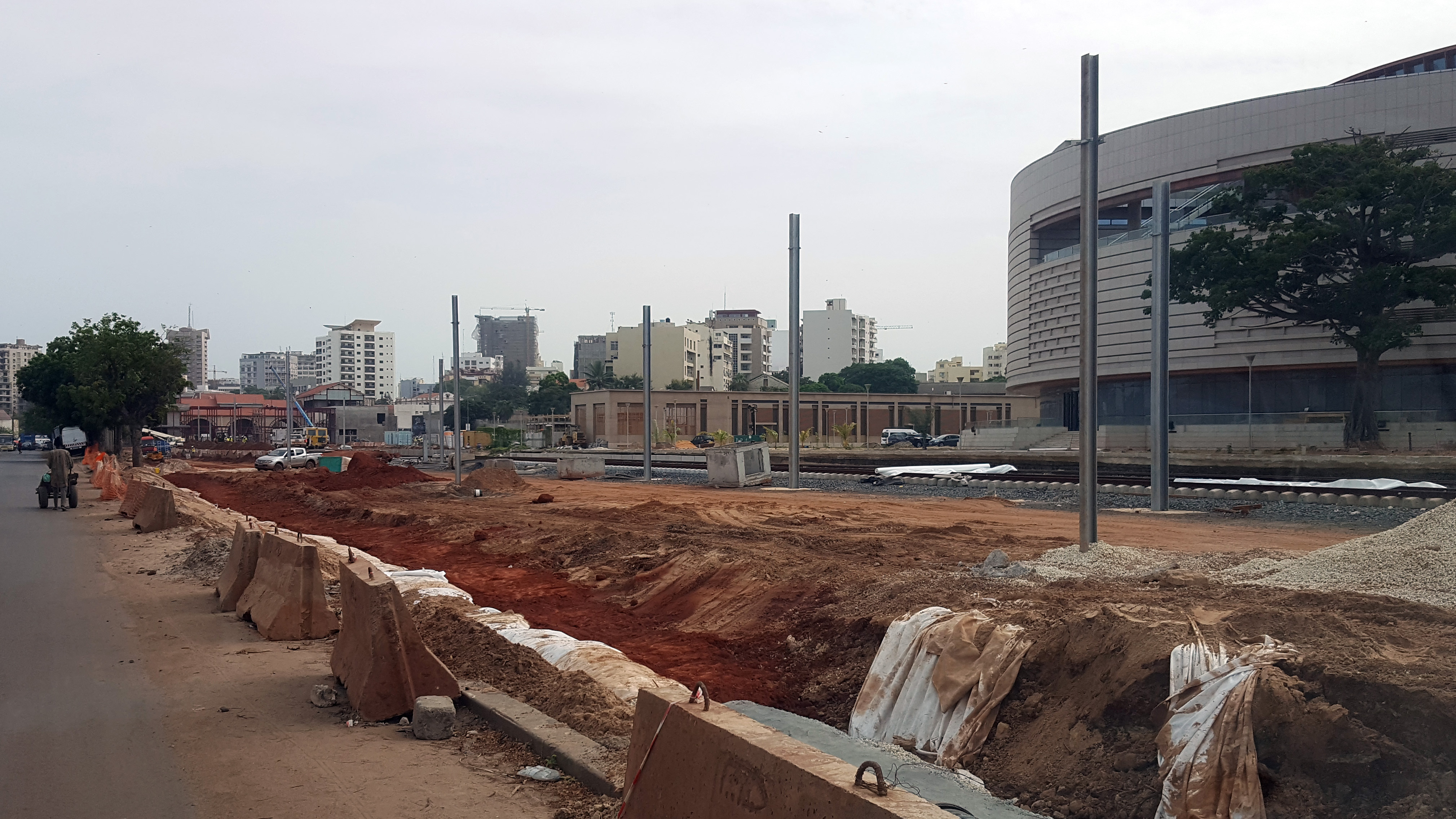
Travaux de construction des voies avec vue sur l'arrière de la gare de Dakar

Les travaux ont débuté fin 2016 avec les groupes français Equans et Thales responsables de la signalisation et de l'électrification et, un consortium associant Eiffage à des entreprises turques (Yapi Merkezi) chargées du BTP. Les travaux des gares sont portés par des entreprises comme Eiffage Sénégal, GETRAN ou SERTEM, ainsi qu'un partenaire local, La compagnie Sahélienne d'Entreprise (CSE).
La maîtrise d’œuvre de conception, ainsi que la maîtrise d’œuvre travaux du lot génie civil / voie ferrée et du lot système ferroviaire ont été réalisées par un groupement d'ingénierie de sociétés du groupe Setec,.
Les trains de la gamme Coradia Régiolis sont fournis par l'usine d'Alstom de Reichshoffen en France et l'assistance au maître d'ouvrage est assurée par la société Systra, filiale SNCF et RATP.
Le tracé a été présenté au président du Sénégal Macky Sall et aux membres du gouvernement le 14 janvier 2019. Le train a alors circulé de la gare de Diamniadio à la gare de Dakar. Après ce premier trajet, il faudra attendre presque trois ans pour une inauguration et la mise en service le 27 décembre 2021,. Le service commercial voyageurs débute le 28 décembre 2021 par une période de gratuité s'étalant jusqu'au 17 janvier 2022.

## Réseau

### Ligne Dakar-AIBD

#### Caractéristiques
Le premier tronçon de Dakar à Diamniadio mesure 36 km avec 13 gares dont celles de Rufisque datant de l'ère coloniale (rénovation totale effectuée) et Diamniadio (ville ayant un développement urbain très important visant au désengorgement de Dakar) ; le second tronçon vers l'aéroport international mesurera 19 km. Lorsque la ligne sera entièrement terminée, le trajet entre Dakar et l'aéroport (55 km) pourra s'effectuer en 50 minutes à une vitesse de pointe de 160 km/h.

La ligne à double voie à écartement standard est électrifiée en 25 kV 50 Hertz et la voie sera au gabarit UIC. C'est à la fois la première ligne électrifiée du pays et la première ligne à écartement standard (utilisée dans 60 % des lignes de chemin de fer du globe), tandis que l'ensemble du réseau actuel utilise l'écartement métrique.

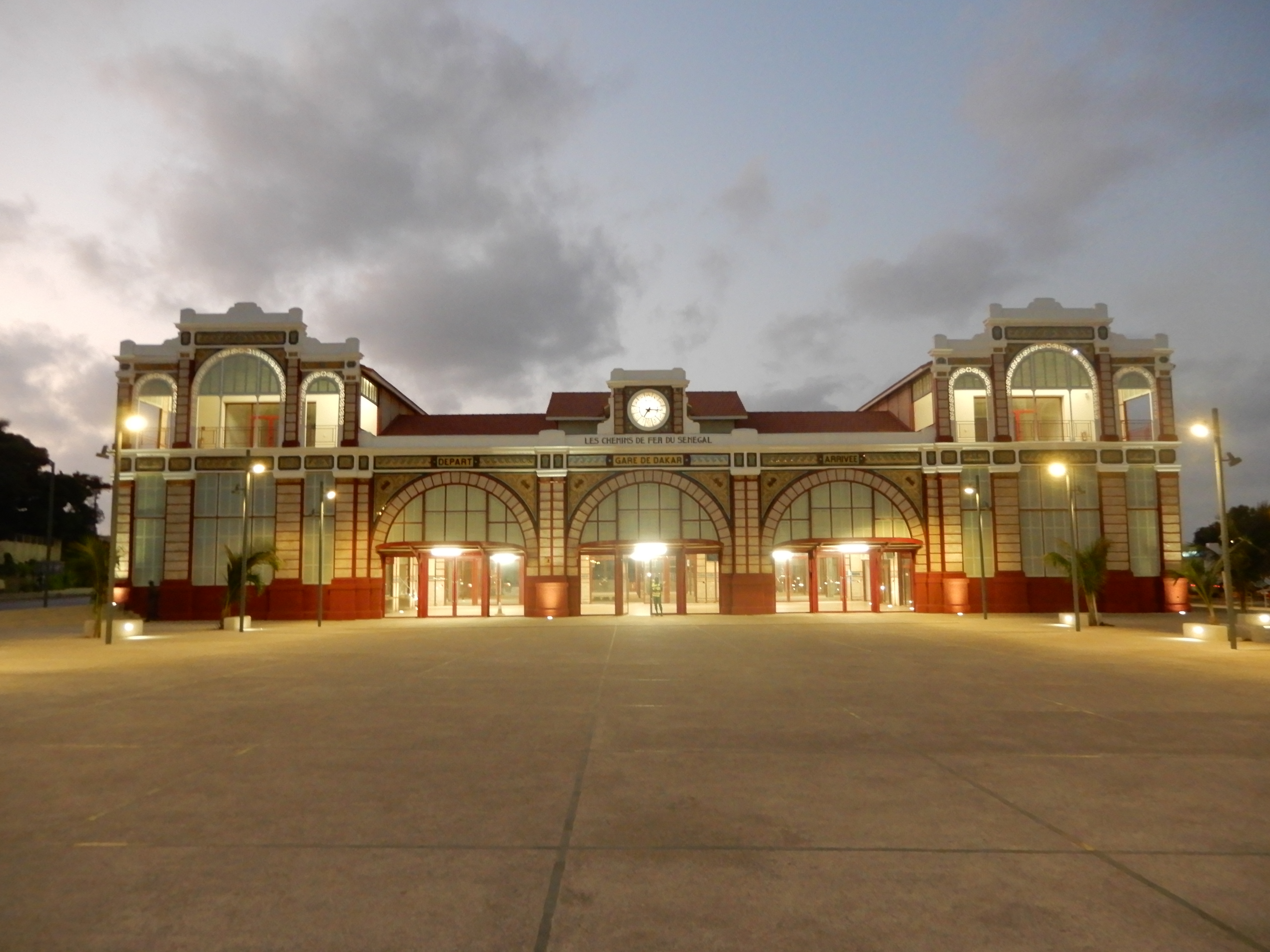
Gare de Dakar

En plus des deux voies voyageurs, la ligne comportera pour le transport de marchandises une voie unique à écartement métrique (une réserve foncière permettra un doublement si nécessaire), interopérable avec le chemin de fer sénégalais existant partant de Dakar (centre-ville et le port) au Niger.
S'agissant du matériel roulant, quinze rames bimode de type Alstom Coradia Polyvalent à quatre caisses ont été commandées en décembre 2016,. Les rames ont une capacité assise de 220 places environ.
Pour la deuxième phase, sept rames nouvelles supplémentaires ont été commandées au constructeur espagnol CAF, qui a repris à Alstom la construction des rames Coradia.
Le système d'alimentation électrique du TER sénégalais est basé sur la caténaire. La pose et l'installation des caténaires dans la région de Dakar ont suscité beaucoup d'échos, les populations pensant que les rails sont électrifiés, ce qui n'est pas le cas. Le TER sénégalais n'utilise pas le système de troisième rail ou rail de traction, ce système étant surtout présent dans les métros souterrains.

#### Gares
La gare de Dakar, construite en 1914, laissée à l'abandon depuis plusieurs années, est de nouveau utilisée comme terminus à Dakar.
La nouvelle gare de Diamniadio est le terminus provisoire de la première phase du projet TER. Elle a d’un point de vue architectural quelques traits communs avec le Centre international de conférence Abdou Diouf (Cicad) dont un grand hall d'accueil.

#### Plan de la ligne
Depuis la fin de l'année 2021, la ligne relie Dakar à la ville de Diamniadio, située à 36 kilomètres et dessert 13 gares.

#### Prolongement jusqu'à l'aéroport international Blaise-Diagne (phase 2)
Un prolongement de 19km jusqu'à l'aéroport international Blaise-Diagne (AIBD) est en construction depuis le 5 mars 2022, dont la maîtrise d'ouvrage a été confiée à l'Agence chargée de la Promotion des Investissements et des Grands Travaux (APIX S.A.). Celle-ci s'est dotée des services du groupe français Systra en tant qu'assistant à la maîtrise d'ouvrage.
Au 31 janvier 2022, 40 % de travaux du prolongement à l'aéroport sont effectués. Initialement annoncée pour 2023, la mise en service est reportée au second semestre 2025.

## Fonctionnement commercial

### Exploitation
L'exploitation est confiée à la SETER, société filiale du groupe SNCF qui emploie 950 personnes.
Le service commercial fonctionne de 5 h 40 à 22 h avec un train toutes les 11 minutes (un peu moins après 21 h). Le dimanche, le service est allégé (un train toutes les 20 minutes de 6 h 30 à 21 h 40. Les trains desservent toutes les gares du parcours et effectuent les 36 km en 46 minutes.

### Tarification
La ligne est découpée en trois zones tarifaires : la zone 1 de Dakar à Thiaroye, la zone 2 de Thiaroye à Bargny et la zone 3 pour se rendre à Diamniadio.
- Une zone : 500 francs CFA le trajet ;
- Deux zones : 1 000 francs CFA le trajet ;
- Trois zones : 1 500 francs CFA le trajet[27] ;
- Trajet en première classe quelle que soit la zone : 2 500 francs CFA le trajet.

Le voyage en TER est gratuit pour tous les enfants de moins de 4 ans et des formules d'abonnement hebdomadaires et mensuelles existent également.

### Horaires
- Du lundi au samedi de 5h30 à 21h - toutes les 10 minutes, et toutes les 20 minutes de 21h à 22h.
- Le dimanche et les jours fériés de 6h30 à 22h - toutes les 20 minutes[28].

## Fréquentation
En 2024, le TER a transporté 22 592 847 passagers avec des pics hebdomadaires de plus de 500 000 voyageurs. Depuis son lancement commercial, il a transporté un total de 64 031 230 voyageurs.

## Projets de développement

### Travaux en cours
La ligne sera étendue entre Diamniadio et l’aéroport international Blaise-Diagne sur 19 km, les travaux ayant commencé le 5 mars 2022. Aucune date officielle de mise en service n’a été communiquée. 7 rames supplémentaires (dont des Coradia Liner plus adaptés au confort des voyageurs) ont été commandées au constructeur Alstom en 2023 pour couvrir les nouveaux besoins d'exploitation. La première de ces sept rames arrive à Dakar en octobre 2024.

### Projets
Des extensions vers Thiès et Mbour sont prévues.